# Gewone dubbeltand
De gewone dubbeltand (Nomada ruficornis) is een vliesvleugelig insect uit de familie bijen en hommels (Apidae). De wetenschappelijke naam van de soort is gepubliceerd in 1758 door Linnaeus in de tiende editie van Systema naturae.
N. ruficornis is een nestparasiet of koekoeksbij van het roodgatje (Andrena haemorrhoa).